# 300124 Alessiazecchini
300124 Alessiazecchini este o planetă minoră (asteroid) din centura de asteroizi. A fost descoperită pe 14 noiembrie 2006 la  de Vincenzo Silvano Casulli⁠(d) și a fost numită după Alessia Zecchini⁠(d). 
Obiectul prezintă o orbită caracterizată de o semiaxă mare de 3,1681723950743 UAi, o excentricitate de 0,076875882492195, o înclinație de 8,5772817986641 ° în raport cu ecliptica.